# 邪願霊
『邪願霊』（じゃがんれい）は、1988年の日本のホラー映画。
タイトルには「サイキックビジョン」のルビがある。
オリジナルビデオ作品、劇場未公開、彩プロ／ポニーキャニオン、カラー、ステレオ、スタンダード、49分。
『ブレア・ウィッチ・プロジェクト』（1999年）のおよそ10年前に製作されたフェイクドキュメンタリー（モキュメンタリー）手法によるホラー作品。
後に世界的なブームとなったJホラーの始まりの1本とされる。

## あらすじ
『このビデオは、あるテレビ・ドキュメンタリーの取材テープをもとに、再構成したものである』というテロップからこの物語は始まる。
レポーターの沢木と取材班は、新人アイドル・加藤恵美の新曲「ラヴ・クラフト」のプロモーションをドキュメンタリー番組とするため、作成の舞台裏や関係者への取材をスタートした。
ジャケット写真の撮影中、恵美めがけて天井の照明機材が落下する事故が発生する。またこの日撮影した全ての写真には、恵美の背後に白い人影が写り込んだため撮り直しとなった。
レコーディングでは、歌の途中に女性の声のような奇妙な音が紛れ込んでいることが判明し、新曲の作成は難航する。
「ラヴ・クラフト」はプロジェクトの責任者である河西が用意した曲であったため、取材班は作曲者が誰なのか何度も確認するが河西からの回答は得られなかった。
そのため取材班は、河西の部下であるディレクターの山岸と交渉し、ついに作曲者についての取材に応じてくれることになった。取材班との待ち合わせ場所に現れた山岸は焦った様子で沢木に茶封筒を渡し、すぐさまその場を立ち去ろうと車を発進させた瞬間、車が爆発炎上して死んだ。
山岸の形見となった封筒には1本のビデオテープが入っていた。ビデオはホテルの一室で撮られたと思われ、ベッドに横たわる全裸の女性と、「ラヴ・クラフト」のメロディを口ずさむ女性の声と河西との会話が記録されていた。
取材班がこれまで撮影した映像を見直すと、画面の背景に必ず白いワンピースを着た女が映り込んでいた。
そして「ラヴ・クラフト」のミュージックビデオの撮影が始まる。

## キャスト
- 石井一枝 - 沢木恭子：レポーター。アイドル売り出しプロジェクトを密着レポートする。
- 梅原正樹 - 河西祐二：アイドル売り出しプロジェクトの責任者。レコード制作会社の制作次長。
- 竹中直人 - 山岸：ディレクター。河西の部下。
- 佐藤恵美 - 加藤恵美：新人アイドル。プロジェクトの新曲「ラヴ・クラフト」を歌う。デビュー曲は「インスマスを追いかけて」。
- 淡島：「ラヴ・クラフト」の作詞家
- 本田：ボイストレーナー
- 中井：フォト・アシスタント
- KURO - 本人役：映画・音楽パーソナリティー
- 吉田照美 - 本人役：パーソナリティー
- 水野晴郎 - 本人役：特別出演
- 本田修一 - 友情出演

## スタッフ
- 監督、演出：石井てるよし
- 製作：石浜竜三
- プロデューサー：藤田進、高橋廣行、木村智生
- 構成、サウンド・ビジュアルデザイン: 小中千昭
- 編集：深沢佳文
- 音楽：うさうさ
- ヘアメイク、フェイスデザイン：トニー・タナカ

## 参考図書
- 『Jホラー、怖さの秘密』（メディアックスMOOK439、メディアックス）2014年　ISBN 978-4862014696
- 『カイエ・デュ・シネマ・ジャポン』　第二号（1991年11月） 特集「2001年の映画作家」